# لیلو رامدور
لیلو رامدور با نام کامل لیزه لوته″لیلو″ فورست-رامدور (آلمانی: Lieselotte „Lilo“ Fürst-Ramdohr؛ ۱۱ اکتبر ۱۹۱۳ – ۱۳ مه ۲۰۱۳) پدیدآور، نقاش، و نویسنده اهل آلمان بود. وی عضو گروه دانشجویی مقاومت رز سفید (آلمانی: die Weiße Rose) در آلمان نازی بود.

## زندگی‌نامه
لیلو رامدور در آشرسلبن آلمان متولد شد. او فرزند یک خانواده تاجر در شهر آشرسلبن در ایالت زاکسن-آنهالت آلمان بود. وی در سال ۱۹۳۴ به مونیخ سفر کرد. از ماه مارس سال ۱۹۳۵ تا فوریه ۱۹۳۶ در اشتوتگارت تصویرنگاری در کتاب را آموخت. در سال ۱۹۳۶ به درسدن نقل مکان کرد تا در مدرسه رقص ثبت نام کند ولی نازی‌ها این مدرسه را بستند. او در اشتوتگارت به یک مدرسه دولتی رفت و سپس در مدرسه خصوصی هایلبرن تحصیل کرد. نهایتاً با اتو برندل فرزند یک آرشیتکت اهل باواریا ازدواج کرد.

## گروه رز سفید
در پاییز سال ۱۹۴۱، لیلو رامدور با الکساندر شومورل، کریستوف پروبست و هانس شول، و بعدها با تراوت لافرنز و سوفی شول دوست شد. پس از آنکه شوهرش در ماه مه ۱۹۴۲ در روسیه کشته شد، او نگهداری اسناد و یک دستگاه تکثیر را در آپارتمانش در نوهاسن نومفنبورگ آغاز کرد. در نوامبر ۱۹۴۲، فعالیت‌های زیرزمینی گروه را با کمک نیروهای قدرتمندی در برلین مانند کریساور کریس و دیتریش بنهوفر رهبر مقاومت مسیحی، گسترش داد.

## فرار از مونیخ
در ۲ مارس ۱۹۴۳ رامدور دستگیر شد، اما به علت عدم وجود مدارک علیه او آزاد شد. بعد از آن ماه، هاینریش هیملر دستور داد که دوباره دستگیر و به اعدام محکوم شود، اما او موفق شد فرار کند. او در فوریه ۱۹۴۴ در مونیخ با کارل گبارد فورست یک دانشجوی پزشکی برزیلی، ازدواج کرد و کمی بعد به شهر زادگاهش آشرسلبن، با استفاده از نام لیزه لوته فورست فرار کرد.

## دوران پس از جنگ
رامدور پس از جنگ جهانی دوم در سال ۱۹۴۸ با دختر چهار ساله خود، دوما- اولریک به خارج از مناطق تحت کنترل روسها، به بایرن فرار کرد و در باواریای علیا مربی ورزشی شد. در سال ۱۹۹۵، خاطرات خود را با عنوان «دوستی در رز سفید» منتشر کرد. او تا زمان مرگ، در یک شهر کوچک در خارج از مونیخ زندگی می‌کرد.
او در اشتارنبرگ در سن ۹۹ سالگی درگذشت.

## آثار لیلو رامدور
- Freundschaften in der Weißen Rose. Verlag Geschichtswerkstatt Neuhausen, Munich 1995, شابک ‎۹۷۸−۳−۹۳۱۲۳۱−۰۰−۲
- Die Weiße Rose (by Inge Scholl); p. 139. Frankfurt/M. 1994, شابک ‎۹۷۸−۳−۵۹۶−۱۱۸۰۲−۱
- Seiltanz (Lyrics of the Munich Catacombe); Ed. Nanette Bald, Roman Kovar, Munich 1991. شابک ‎۹۷۸−۳−۹۲۵۸۴۵−۲۰−۸